# 6 oktoberbrug
De 6 oktoberbrug is een brug in Caïro, Egypte. De brug verbindt een deel van de stad met de luchthaven van Caïro op ongeveer 20 km afstand. De brug werd in 1996 geopend na een bouwperiode van 30 jaar. De grootste overspanning is 141 meter, over de Nijl, waar de brug bestaat uit 2x5 rijstroken. In totaal is de brug 12,5 km lang. De naam van de brug verwijst naar het uitbreken van de Jom Kipoeroorlog op 6 oktober 1973.
De brug wordt dagelijks door meer dan een half miljoen mensen gebruikt. De reistijd om van de ene kant naar de ander kant te komen kan oplopen tot 45 minuten.
Tijdens de protesten in Egypte in februari 2011 verplaatsten de onlusten zich van het Tahrirplein naar de brug aan de oostzijde van de Nijl.

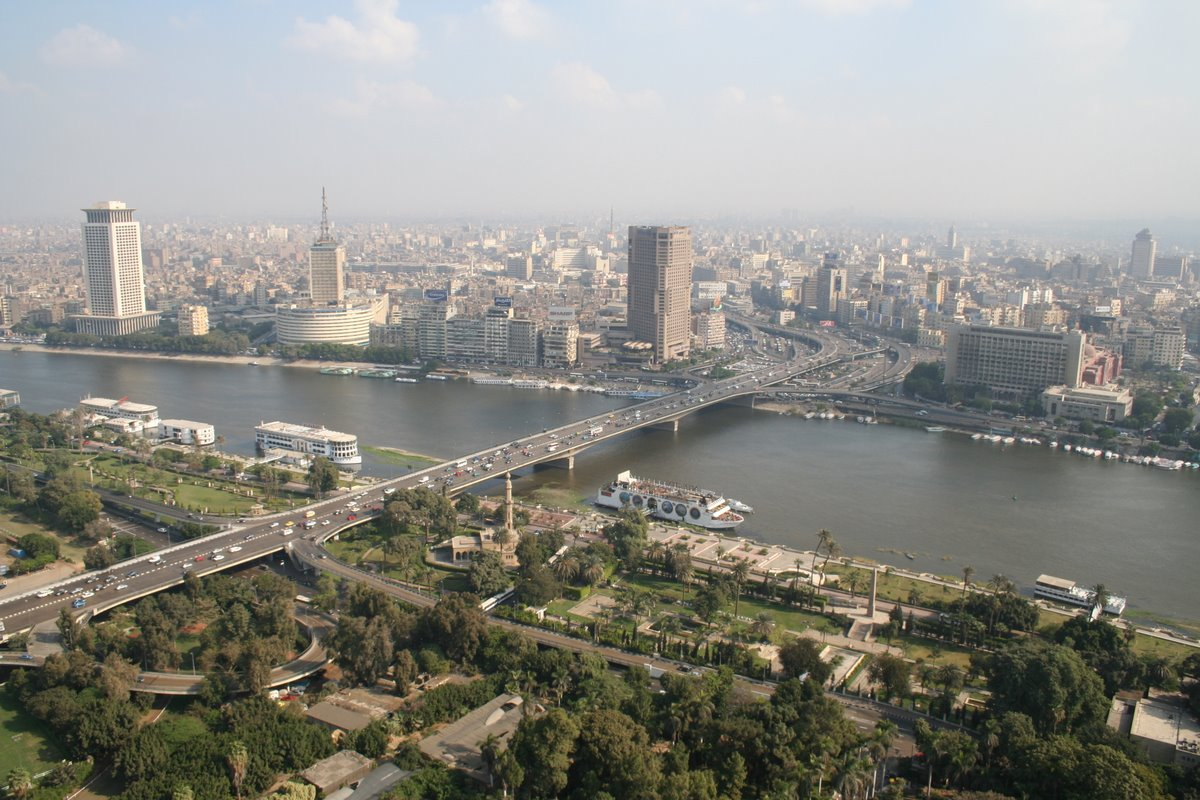
De brug over de Nijl